# Notocaulus sachtlebeni
Notocaulus sachtlebeni är en skalbaggsart som beskrevs av Vladimir Balthasar 1937. Notocaulus sachtlebeni ingår i släktet Notocaulus och familjen Aphodiidae. Inga underarter finns listade i Catalogue of Life.